# Нами Отаке
Нами Отаке (јап. 大竹 七未; 30. јул 1974) бивша је јапанска фудбалерка.

## Репрезентација
За репрезентацију Јапана дебитовала је 1994. године. Са репрезентацијом Јапана наступала је на Олимпијским играма (1996) и два Светска првенства (1995. и 1999). За тај тим одиграла је 46 утакмица и постигла је 29 голова.

## Статистика
| Јапан  | Јапан | Јапан |
| Год.   | Ута.  | Гол.  |
| ------ | ----- | ----- |
| 1994   | 6     | 3     |
| 1995   | 8     | 4     |
| 1996   | 7     | 0     |
| 1997   | 6     | 6     |
| 1998   | 9     | 5     |
| 1999   | 10    | 11    |
| Укупно | 46    | 29    |